# ريك جاي جلان
ريك جاي جلان (بالإنجليزية: Rick Jay Glen)‏ هو كاتب أغاني وكاتب سيناريو وممثل أمريكي، ولد في 13 أكتوبر 1981 في الولايات المتحدة.

## وصلات خارجية
- ريك جاي جلان على موقع IMDb (الإنجليزية)
- ريك جاي جلان على موقع كينوبويسك (الروسية)